# Neostauropus affinis
Neostauropus affinis är en fjärilsart som beskrevs av Rothschild 1917. Neostauropus affinis ingår i släktet Neostauropus och familjen tandspinnare. Inga underarter finns listade i Catalogue of Life.